# دهل‌کوه
مهرشهر که در گذشته به آن دُهل کوه گفته می شد، یکی از مناطق شهر بیرجند مرکز استان خراسان جنوبی است که در شمالی ترین نقطه آن قرار داشته و همچنین شلوغ ترین محله بیرجند به ویژه طی دهه اخیر شده است. مهرشهر بزرگترین منطقه بیرجند از نظر مساحت نیز می باشد. براساس سرشماری سال ۱۴۰۰ مرکز آمار ایران، جمعیت آن بالغ بر ۳۲۰۰۰ نفر بوده‌است. مهرشهر شامل امکانات کامل است. برخی از گردشگران، رهگذران و حتی هنوز بعضی از مردم محلی، گمان می کنند این منطقه یک شهرک مستقل بوده و از خود بیرجند جدای است، در حالی که مهرشهر جزو مناطق ۳گانه این شهر محسوب می شود. برخی از اهالی خود این ناحیه، مردم بیرجند و شهرهای اطراف به آن لقب "شهرکی که هرگز نمی خوابد را داده‌اند!" مهرشهر دارای بیشترین تراکم ساختمانی و جمعیتی در بیرجند است. همچنین بیشترین تعداد واحدهای تجاری و فروش را به خود اختصاص داده است. برخی از دیگر افراد تحصیل‌کرده بیرجند(بیرجند شهری دانشگاهی و آکادمیک است،زیرا دارای مراکز آموزش عالی و حرفه‌ای زیاد و معتبری می باشد.) این ناحیه را به سیتی لندن تشبیه کرده‌اند.